# Ehrenstein (Stadtilm)
Ehrenstein ist ein Ortsteil der Stadt Stadtilm im Ilm-Kreis (Thüringen) mit etwa 150 Einwohnern. Bekannt ist der Ort durch seine mittelalterliche Burgruine, die Burg Ehrenstein oberhalb des Ortskerns.

## Geografie
Ehrenstein gehörte zwar zur Gemeinde Ilmtal, liegt aber nicht im Tal der Ilm und auch nicht in deren Einzugsgebiet, da etwa einen Kilometer westlich des Dorfs die Wasserscheide zwischen Ilm im Westen und Saale im Osten verläuft. Ehrenstein liegt im Tal des Altremdner Bachs, der nach Osten in die Nachbarstadt Remda fließt. Die geologische Formation, auf der Ehrenstein liegt, ist die Ilm-Saale-Platte, ein wasserarmes, verkarstetes Muschelkalk-Massiv. Der Ort liegt in etwa 380 Metern Höhe, nördlich steigt das Gelände steil zum 547 Meter hohen Großen Kalmberg an, während südöstlich der 468 Meter hohe Buchenberg mit der Burg liegt und südwestlich der 461 Meter hohe Galgenberg. Die Umgebung ist von landwirtschaftlichen Nutzflächen und bewaldeten Bergkuppen geprägt.
Das Schönefeld ist eine Hochebene südlich der Dörfer Ehrenstein und Sundremda. Auf dieser einst kargen Fläche gab es nur Trappen und Hasen. Schon lange gibt es keine Trappen mehr und kaum noch Hasen.

## Geologische Besonderheit
Die Deube entspringt am 461 Meter hohen Galgenberg bei Ehrenstein. Unterhalb von Geilsdorf versickert der Fluss im verkarsteten Untergrund. Sein Wasser fließt nicht in die Ilm, sondern tritt im Remdaer Gebiet etwa zehn Kilometer östlich wieder zutage und fließt von dort aus der Saale zu.

## Geschichte

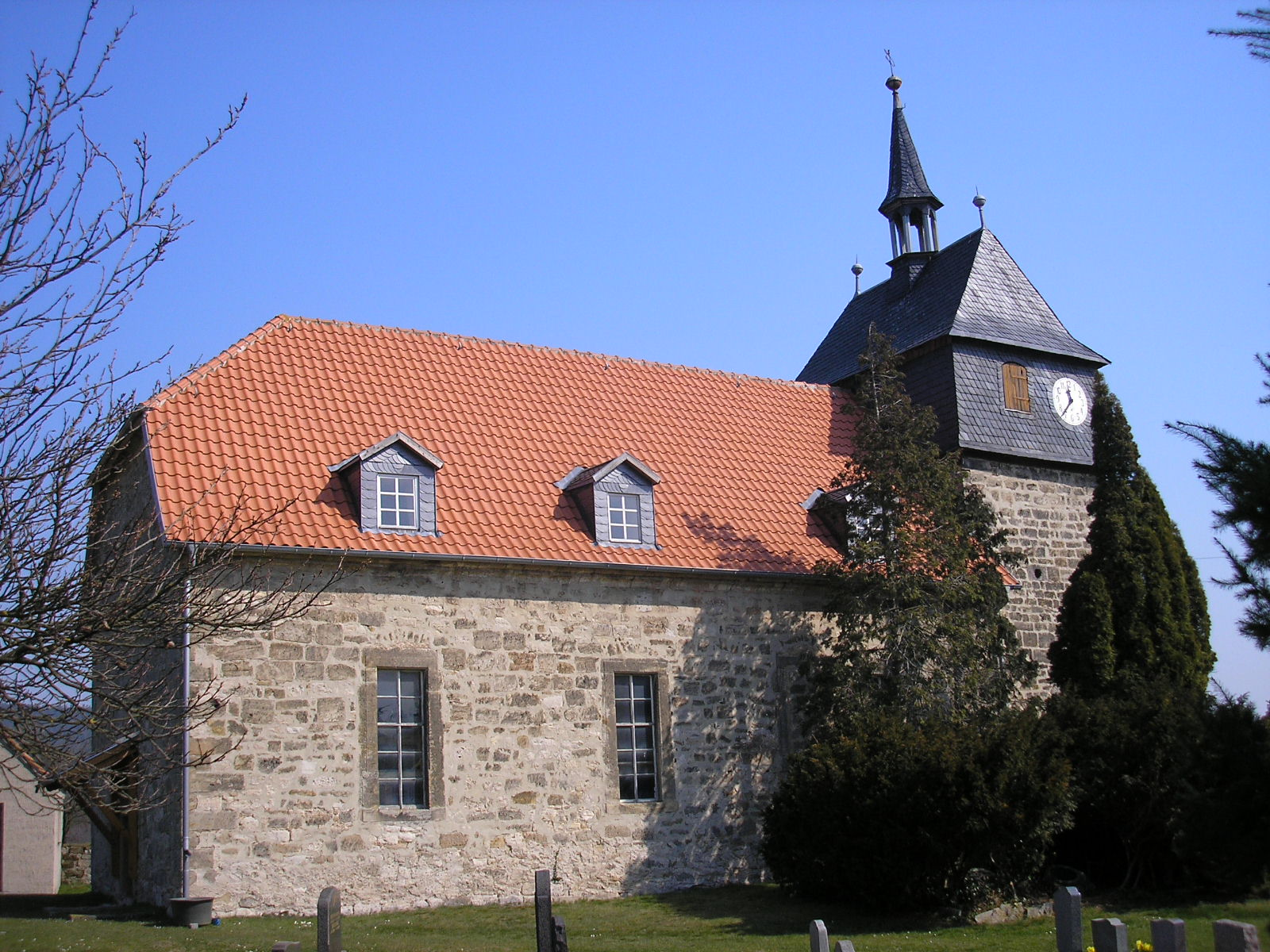
Dorfkirche

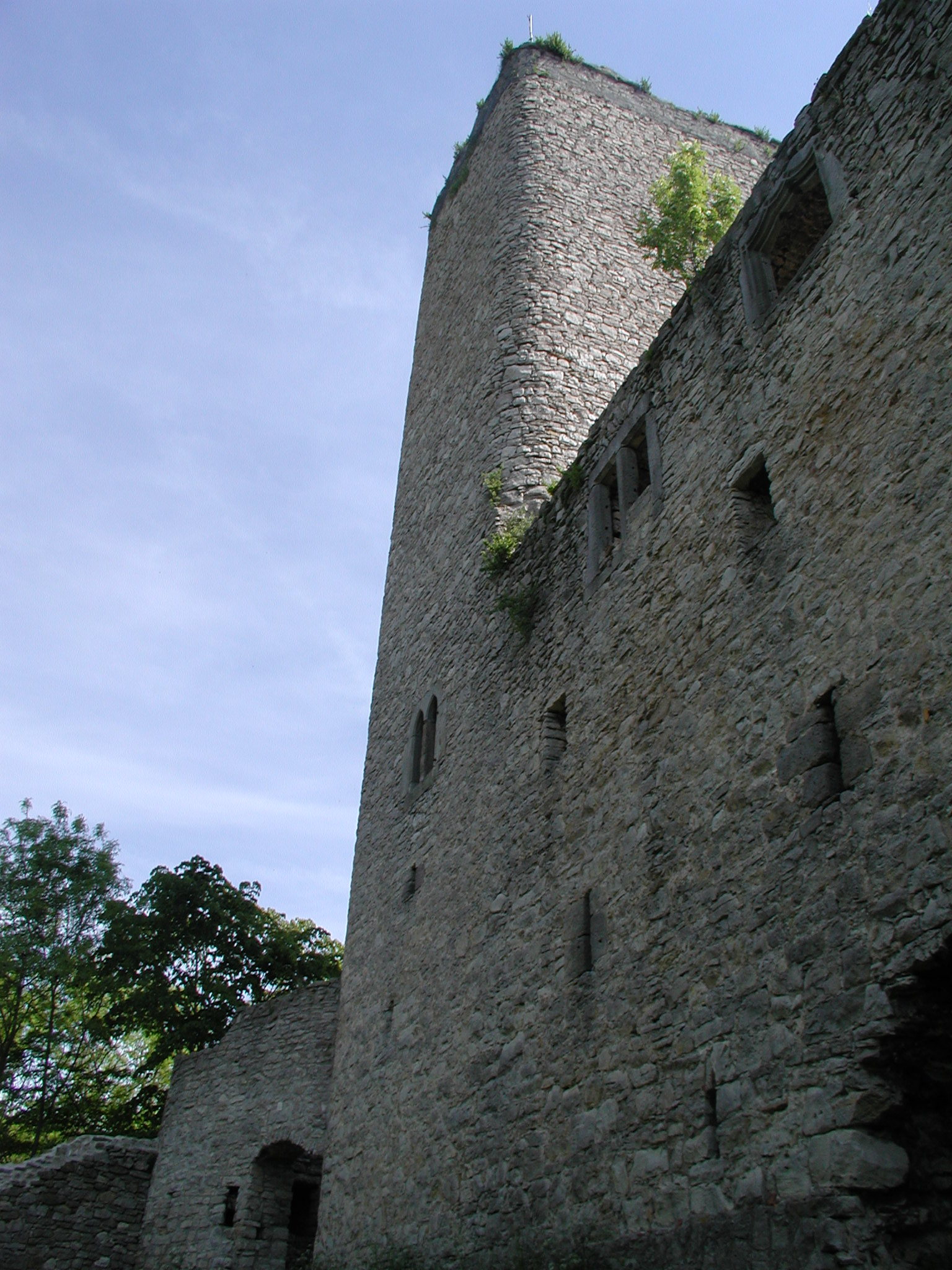
Burg Ehrenstein oberhalb des Dorfs

1217 oder 1274 wurde das Dorf erstmals urkundlich erwähnt, damals noch unter dem Namen Teichmannsdorf, welches 800 Meter vom heutigen Ehrenstein entfernt lag. Vermutungen und archäologische Funde belegen, dass die Bewohner des Teichmannsdorfes ihre damaligen Wohn- und Lebensstellen verließen und sich unterhalb der Burg ansiedelten. Damit übertrug sich auch der Name der Burg auf die Ansiedlung selber.
Burg und Siedlung Ehrenstein erscheinen seit dem 14. Jahrhundert als Mittelpunkt einer gleichnamigen Herrschaft, dem Amt Ehrenstein, zu der 1378 die Dörfer Groß- und Kleinliebringen, Nahwinden, Kleinhettstedt und Dienstedt gehörten. 1356 erhielt Ehrenstein das Marktrecht, sodass der Graf von Schwarzburg-Blankenburg, dem Ehrenstein damals gehörte, Märkte abhalten durfte. Allerdings entwickelte sich der Handel nur schleppend, da mit Stadtilm und Remda zwei günstiger gelegene Städte in unmittelbarer Nähe Ehrensteins lagen. So blieb Ehrenstein über die Jahrhunderte ein Bauerndorf, wenngleich in der Ortsanlage zwei alte umbaute Plätze liegen – oberer und unterer Dorfplatz –, die die Anfänge einer (gescheiterten) Marktansiedlung erkennen lassen, womit sich Ehrenstein von den übrigen kleinen Dörfern der Umgebung unterscheidet, die als einfache Straßen- (z. B. Nahwinden oder Döllstedt) oder ungeordnete Haufendörfer (z. B. Sundremda) angelegt sind. Bis 1920 gehörte es zur Oberherrschaft des Fürstentums bzw. Freistaats Schwarzburg-Rudolstadt (Amt Stadtilm), danach kam es zur Gründung des Landes Thüringen und des Landkreises Arnstadt, zu dem Ehrenstein fortan gehörte. 1996 wurde Ehrenstein mit der Auflösung der Verwaltungsgemeinschaft Ilmtal ein Ortsteil der neu gegründeten Gemeinde Ilmtal. Diese wurde wiederum am 6. Juli 2018 nach Stadtilm eingemeindet.
Goethe weilte im August 1777 im Ort und zeichnete die Burgruine.
Am Ende des Zweiten Weltkrieges wurde Ehrenstein zum Kriegsschauplatz. Mitte April 1945 starteten deutsche Truppen ihre Rückzug vor den Amerikanern über Ehrenstein hinweg Richtung Sundremda im Osten. Dort nahm eine deutsche Artillerieeinheit Stellung, um die amerikanischen Truppen abzuwehren. Das Dorf befand sich somit zwischen den Fronten. Die Zivilisten suchten Schutz im Felsenkeller des Burgbergmassives. Jagdbomber griffen die Ortschaft an. Schlussendlich brachten die Amerikaner das Dorf unter ihre Kontrolle.

## Kultur

### Sehenswürdigkeiten
Oberhalb des Dorfs liegt die Burg Ehrenstein, die heute eine in großen Teilen erhaltene Ruine mit weithin sichtbarem Bergfried ist.
Die evangelische Kirche des Ortes, die Dorfkirche Ehrenstein, ist eine Chorturmkirche aus dem 13. Jahrhundert, die später mehrfach umgebaut wurde.

### Gedenkstätten
An die gefallenen Soldaten (und teils Zivilisten) des Ersten und Zweiten Weltkrieges aus dem Dorfe Ehrenstein erinnert heute ein Denkmal auf dem Friedhof.

### Vereine
Der Freiwillige Feuerwehrverein und der Landfrauenverein laden zum gesellschaftlichen Leben ein. 

## Wirtschaft und Verkehr
Ehrenstein ist ein landwirtschaftlich geprägtes Dorf. Im Ort befinden sich ein Reiterhof und zwei landwirtschaftliche Familienbetriebe. 
Straßen verbinden Ehrenstein mit Nahwinden im Westen, Altremda und Remda im Osten und Sundremda im Südosten.